# Мутайзький заміський клуб

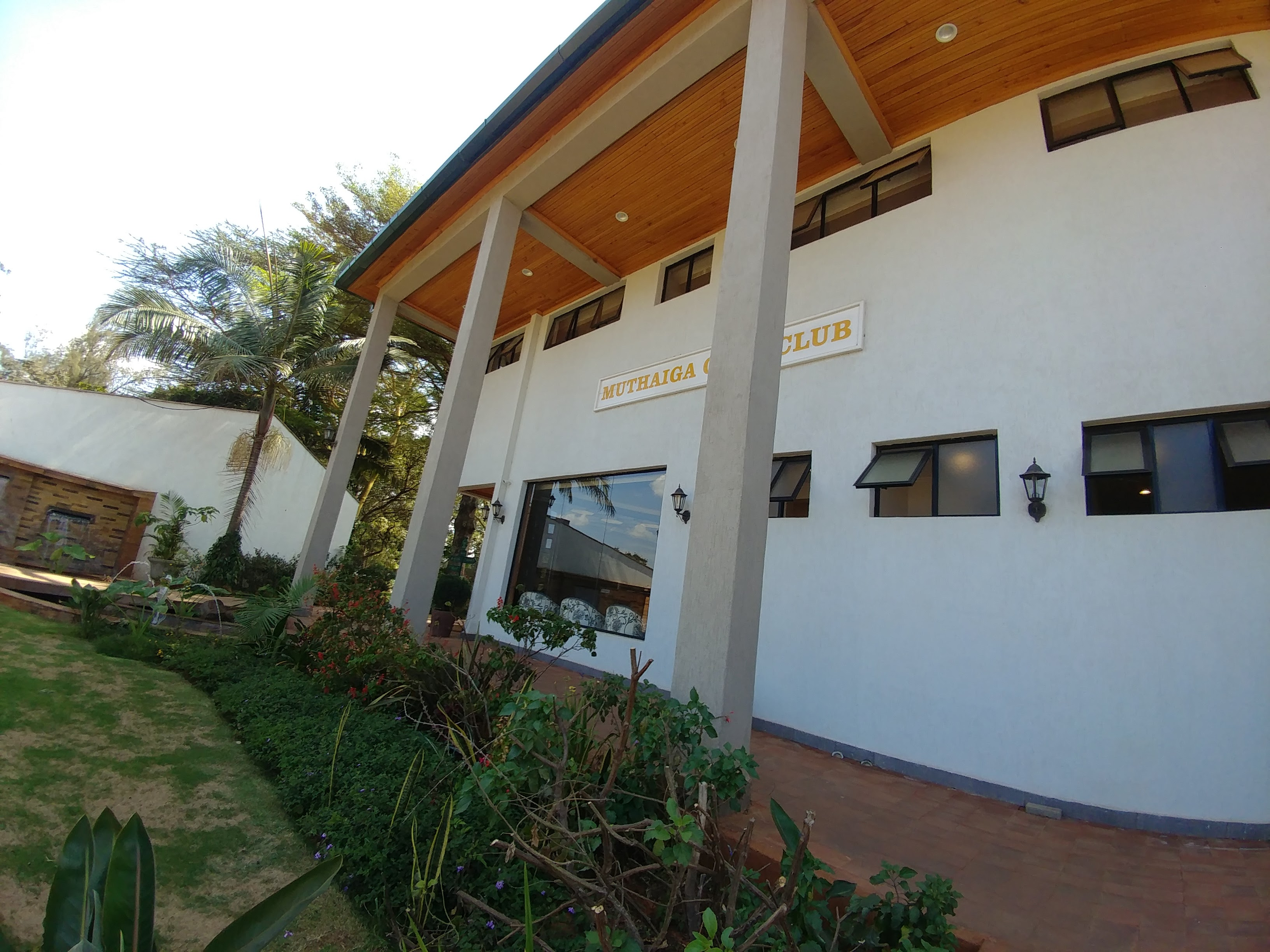
Будинок гольфного клубу

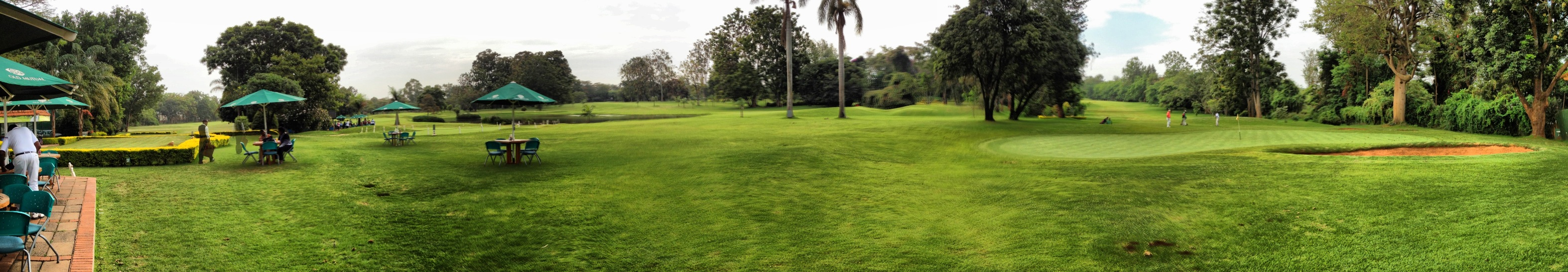
Мутайзький гольфний клуб

Будинок клубу у 1936 році

Мутайзький Заміський клуб це клуб у Найробі, Кенія. Він розташований у передмісті Мутайги, приблизно в 15 хвилинах їзди від центру міста.
Мутайзький Заміський клуб відкрився у Переддень Нового року у 1913, і стало місцем збору колоніальних Британських поселенців у Британській Східній Африці, який згодом у 1920 році став колонією Великої Британії.
Одним із головних засновників клубу був Почесний Берклі Коул (1882—1925),
Англо-Ірландец аристократ з Ольстеру. Коул був сином Лоурі Коула, 4-й графа Енніскіллена та був братом Почесного Гелбрейта Лоурі Егертона Коула (1881—1929). Берклі Коул був також зятем Х'ю Чолмонделі Деламера, ефективного «засновника» Білої громади в Кенії.
Кароліна Елкінс описує клуб як такий, що мав репутацію в колоніальні часи, як «Муленський руж Африки», де еліта «пила шампанське та рожевий джин на сніданок, грала в карти, танцювала протягом ночі і взагалі прокидалася з чужим подружжям у ранок.
За словами Ульфа Ашана, „в клубі як і раніше діє правило, згідно з яким член має право завдавати шкоди будь-якому втраченого майна, якщо він платить в два рази більше його вартості“.»
Сьогодні клуб все ще відвідують верхні ешелони кенійського суспільства. Окрім соціальних зборів, клуб пропонує розміщення.
Багато його членів грають у гольф у сусідньому гольф-клубі Мутайга.

## У популярній культурі
Заміський клуб Мутайга — це декорація мемуарів 1942 року. Захід З Ніччю Берил Маркем. Автор описав це так: " На Купа Хаті М'зурі «(я приношу тобі щастя) був, в мої часи, вигравірований у камені великого каміна. Його широкий зал, бар, його їдальня — жоден настільки вишукано не обставлений, щоб зробити мисливця з грубими руками при його дверях, а ще не такий спокійний, щоб змусити діамантовий кулон легко розпалитись — були кімнати, в яких люди, які зробили Африку, яку я знав, танцювали, розмовляли та сміялися, година за годиною.»
Заміський клуб Мутайгі фігурує в романі Ернеста Хемінгуея острови у океані (1970) під час подій, встановлених раніше Другої Світової Війни
Івлін Во описує заміський клуб Мутайга у своїй книзі подорожей 1931 року ‘Віддалені люди. Поки Во не зміг знайти житло в приміщенні, після приїзду в Найробі він виявив себе тимчасовим членом, оскільки його зареєстрував секретар клубу, який знав про його приїзд.

## Див. Також
- Біла біда (1987 фільм)
- З Африки (фільм, 1985) (мемуар, (1985 фільм)
- З Африки (мемуар), спочатку опубліковано в 1937)
- Набір Happy Valley
- Деніс Фінч Хаттон
- Берил Маркем
- Брор фон Бліксен-Фінеке

## Зовнішні Посилання
- Muthaiga Country Club [Архівовано 30 січня 2020 у Wayback Machine.]

| Прапор Кенії | Це незавершена стаття про Кенію. Ви можете допомогти проєкту, виправивши або дописавши її. |

| Доричний ордер | Це незавершена стаття про архітектуру. Ви можете допомогти проєкту, виправивши або дописавши її. |

| Історія | Це незавершена стаття з історії. Ви можете допомогти проєкту, виправивши або дописавши її. |